# Науково-дослідний інститут метрології вимірювальних і управляючих систем
Державне підприємство «Науково-дослідний інститут метрології вимірювальних і управляючих систем» (ДП НДІ «СИСТЕМА») — державне науково-дослідне підприємство, що працює у сфері метрології, систем управління, сертифікації та стандартизації. Розташоване у Львові. Підпорядковується Міністерство економіки України.

## Історія
Інститут бере свій початок з серпня 1968 року, коли у Львові було створено відділ Всесоюзного науково-дослідного інституту фізико-технічних і радіотехнічних вимірювань (ВНДФТРВ). У 1972 році відділ був реорганізований у філію ВНДФТРВ.
В 1979 на базi iнституту було створено науково-виробниче об`єднання (НВО) «Система»
В 1991 роцi НВО «Система» перетворено у Державний науково-дослiдний iнститут метрологiї вимiрювальних i управляючих систем (ДНДI «Система»). Нові реалії поставили новi актуальнi задачi — створення нацiональної еталонної бази, нацiональних систем стандартизацiї i сертифiкацiї незалежної України.
У 2004 році підприємство було переіменоване на ДП НДІ «СИСТЕМА», що підпорядковується державній метрологічній службі Міністерства економіки України.
У 2018 році інститут спільно з Національний університет «Львівська політехніка» організував міжнародну конференцію «SYSTEMY‑2018» з нагоди 50-річчя.

## Діяльність
Інститут має статус наукового метрологічного центру, є підписантом МРА ПМІ (CIPM MRA) та акредитований як орган оцінки відповідності.

### Основні напрями
- метрологія систем (акустичні, ультразвукові, гідроакустичні вимірювання);
- стандартизація та сертифікація продукції, послуг, систем якості;
- технічний захист інформації, екологічне управління;
- повірка та калібрування засобів вимірювальної техніки;
- участь у розробці ДСТУ, технічних регламентів, нормативних документів.

## Структура
- лабораторії метрології та вимірювальних систем;
- випробувальна лабораторія колісних транспортних засобів;
- науково-дослідні відділи;
- центр стандартизації та методології оцінки відповідності;
- адміністративні, кадрові, юридичні та господарські служби.

## Співпраця
Інститут співпрацює з Національний університет «Львівська політехніка», іншими українськими ЗВО, а також з державними органами. Проводить семінари, тренінги та міжнародні конференції.